# هندريكوس بلينتر
هندريكوس بلينتر (بالهولندية: Henk Plenter)‏ (مواليد 23 يونيو 1913) هو لاعب كرة قدم. يلعب مع منتخب هولندا لكرة القدم. سبق له أن لعب في كأس العالم لكرة القدم مع منتخب بلاده.

## روابط خارجية
- هندريكوس بلينتر على موقع الاتحاد الدولي (مؤرشف)  (الإنجليزية)
- هندريكوس بلينتر على موقع Soccerway.com (الإنجليزية)
- هندريكوس بلينتر على موقع عالم كرة القدم.نت (الإنجليزية)